# Puné
Puné (maráthsky पुणे, Puṇe, anglicky Pune), dříve též Púna (anglicky Poona) je osmé největší město v Indii a druhé největší v Maháráštře (po Bombaji). Leží na východním úpatí Západního Ghátu, resp. západním okraji Dekánské plošiny v nadmořské výšce kolem 500 m na soutoku řek Mulá (मुळा) a Muthá (मुठा), asi 180 km jihovýchodně od Bombaje. Je správním centrem stejnojmenného okresu.

## Historie
Nejstarší zmínka o městě Puné odkazuje k roku 937. Velký vůdce Maráthů Šivádží zde byl vychováván poté, co město v roce 1599 získal jeho dědeček. Britové obsadili Puné v roce 1817 a udělali si z něj sezónní hlavní město Bombajského prezidentství v době monzunu. Počátky rozvoje průmyslu, vzdělanosti a kulturní činnost (především filmová produkce) v Puné byly zahájeny již za britské nadvlády.
V Puné působil také indický duchovní Osho.

## Ekonomika
V současnosti je Puné známo jako centrum vzdělanosti, nachází se zde 9 univerzit na kterých studuje až půl milionu lidí. Ve městě se také usadily automobilky (mimo jiné např. ŠKODA AUTO Volkswagen India Private Limited) a společnosti věnující se informačním technologiím. Turisté často navštěvují historické centrum města a palác Shaniwar Wada.

## Doprava
Město je napojeno na železniční síť; směřuje sem dálnice z Bombaje. Puné má vlastní letiště a v roce 2020 bylo budováno i metro, které má být vedeno většinou v nadzemních úsecích.